# Elliott Frear
Elliott Thomas Frear (Exeter, 11 settembre 1990) è un calciatore inglese, centrocampista del Bath City.

## Carriera
Ha giocato nella prima divisione scozzese con il Motherwell.

## Palmarès

### Club

#### Competizioni nazionali
- Scottish Championship: 1

Hearts: 2020-2021